# Linda Lê

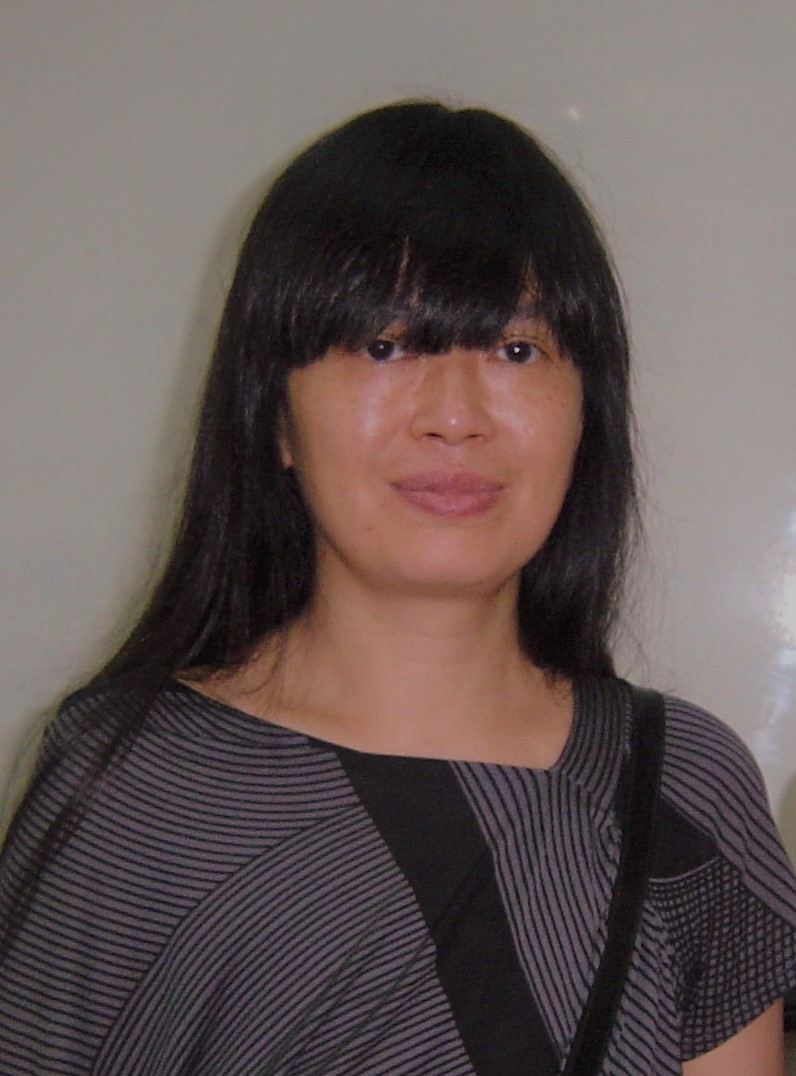
Linda Lê (2010)

Linda Lê (* 1963 in Đà Lạt, Vietnam; † 9. Mai 2022 in Paris) war eine vietnamesisch-französische Schriftstellerin.

## Leben
Ihr Vater war ein Ingenieur aus Nordvietnam, ihre Mutter entstammte einer reichen vietnamesischen Familie mit französischer Staatsbürgerschaft. Die Kindheit verbrachte Linda Lê in Đà Lạt. 1969 floh die Familie vor den nordvietnamesischen Truppen nach Saigon. Die traumatische Erfahrung beschrieb Linda Lê in dem kurzen Text Les pieds nus (Die nackten Füße).
In Saigon besuchte Linda Lê das französische Lycée und begeisterte sich für Victor Hugo und Honoré de Balzac. 1977 emigrierte sie mit ihrer Mutter, drei Schwestern und ihrer Großmutter nach Frankreich. Ihr Vater, der nicht Französisch sprach, blieb in Saigon. Am Gymnasium in Le Havre lernte Linda Lê das Werk Marcel Prousts kennen. 1981 wechselte sie auf das Lycée Henri IV in Paris und studierte anschließend an der Sorbonne. Sie lebte in Paris.
Linda Lês erster Roman, Un si tendre vampire, erschien 1987. Bald darauf folgten Fuir 1988 und Solo (1989), eine Sammlung von Kurzgeschichten. Alle drei Bücher wurden im Verlag Table Ronde veröffentlicht, später aber von ihr selbst aus ihrer offiziellen Bibliographie gestrichen. Linda Lê wechselte zum Verlag Christian Bourgois, dem sie viele Jahre lang treu blieb.
Außerdem arbeitete sie als Literaturkritikerin und schrieb für den Verlag Hachette Vorworte, die später gesammelt unter dem Titel Tu écriras sur le bonheur (1999) erschienen. Ein Sammelband mit Literaturkritiken erschien 2009: Au fond de l'inconnu pour trouver du nouveau.
1995 starb Linda Lês Vater in Vietnam. Zu seinem Begräbnis reiste Linda Lê zum ersten Mal seit der Emigration nach Vietnam. Der verlassene und einsam gestorbene Vater ist eine immer wieder auftauchende Gestalt in Linda Lês Werk, insbesondere in der Trilogie Les Trois parques (1997), Voix (1998), einem verstörend vielstimmigen Werk, dem ein psychischer Zusammenbruch vorausging, und Lettre morte (1999).
Am 9. Mai 2022 starb Linda Lê nach langer Krankheit im Alter von 58 Jahren.

## Auszeichnungen
- 1990: Prix de la Vocation
- 1993: Prix Renaissance für Les Évangiles de Crime
- 1997: Prix Fénélon für Les trois Parques
- 2010: Prix Wepler für Cronos
- 2010: Cioran-Stipendium
- 2011: Prix Renaudot Poche für À l’enfant que je n’aurai pas

## Werke
- Les Évangiles du crime, 1992, éditions Christian Bourgois, 2011 neu aufgelegt in der Reihe Titres
- Calomnies, 1993, éditions Christian Bourgois
- Les Dits d’un idiot, 1995, éditions Christian Bourgois, 2011 neu aufgelegt in der Reihe Titres
  - Irre Reden, Übers. Brigitte Große, Ammann Verlag, 1998
- Les Trois Parques, 1997, éditions Christian Bourgois, 2011 neu aufgelegt in der Reihe Titres
  - Die drei Parzen, Übers. Brigitte Große, Ammann Verlag, 2002
- Voix, 1998, éditions Christian Bourgois
- Lettre morte, 1999, éditions Christian Bourgois, 2011 neu aufgelegt in der Reihe Titres
  - Toter Buchstabe, Übers. Brigitte Große, Ammann Verlag, 2005
- Tu écriras sur le bonheur, 1999, éditions Christian Bourgois, Titres
- Les Aubes, 2000, éditions Christian Bourgois
- Autres jeux avec le feu, 2002, éditions Christian Bourgois
- Marina Tsvetaieva, ça va la vie?, 2002, éditions Jean-Michel Place
- Personne, 2003, éditions Christian Bourgois
- Kriss suivi de L’homme de Porlock, 2004, éditions Christian Bourgois
- Le Complexe de Caliban et Conte de l’amour Bifrons, 2005, éditions Christian Bourgois
- In Memoriam, 2007, éditions Christian Bourgois
- Au fond de l’inconnu pour trouver du nouveau, 2009, éditions Christian Bourgois
- Cronos, 2010, éditions Christian Bourgois
- A l’enfant que je n’aurai pas, 2011, éditions NiL, collection Les Affranchis.
- Lame de fond, éditions Christian Bourgois, Paris 2012, ISBN 978-2-267023800.
  - FLUTwelle. Roman. Übers. Brigitte Große. Dörlemann, Zürich 2014, ISBN 978-3-03820-003-1.

## Sekundärliteratur
- Leakthina Chau-Pech Ollier: Consuming Culture: Linda Lê’s Autofiction. In: Of Vietnam: Identities in Dialogue
- Leakthina Chau-Pech Ollier: Linde Lê and la poetique d’espace. In: La Revue Francaise. number 11, June 2001
- Tess Do: From Incest to Exile: Linda Lê and the Incestuous Vietnamese Immigrants
- Jane Bradley Winston: Linda Lê’s Les Trois Parques. In: Kathryn Robson, Jennifer Yee (Hrsg.): France and „Indochina“: Cultural „Playing Hardball: Representations“ Lexington Books, 2005